# فرهاد غبرایی
فرهاد غبرایی (۱۶ بهمن ۱۳۲۸ لنگرود - ۱۳ اردیبهشت ۱۳۷۳) مترجم ادبی و برادر مهدی غبرایی است. ترجمه ۱۳ داستان بلند (رمان)، ۲ مجموعه شعر و ۲ اثر پژوهشی از زبانهای فرانسه، انگلیسی و ایتالیایی از وی به یادگار مانده است.

## ترجمه‌ها
- حریم نوشته ویلیام فاکنر انتشارات نیلوفر (چاپ اول ۱۳۶۷، چاپ دوم ۱۳۷۲)
- سفر به انتهای شب نوشته لویی فردینان سلین انتشارات جامی (چاپ اول ۱۳۷۳)
- پاریس، جشن بیکران نوشته ارنست همینگوی نشر کتاب خورشید (چاپ اول ۱۳۸۳، چاپ سوم: ۱۳۸۷، چاپ چهارم: ۱۳۸۹)
- خانواده پاسکال دوآرته نوشته کامیلو خوزه سلا (۱۳۶۹) - (نشر شیوا، ۱۳۶۹)، (نشر ماهی، چاپ اول: ۱۳۸۷، چاپ دوم: ۱۳۸۸، چاپ سوم: ۱۳۹۱)
- جزیره نوشته روبر مرل انتشارات نیلوفر (چاپ اول ۱۳۶۳، چاپ دوم: ۱۳۷۹)
- شکست نوشته امیل زولا انتشارات نیلوفر (۱۳۶۰)
- آسوموار نوشته امیل زولا انتشارات نیلوفر (۱۳۶۱)
- فلینی از نگاه فلینی مصاحبه گر جووانی گراتسینی نشر مرکز (۱۳۷۳)
- گرایش‌های معاصر در هنرهای بصری نوشته هوارد جی. اسماگولا دفتر پژوهشهای فرهنگی (۱۳۸۱)
- زندگی بتهوون نوشته رومن رولان انتشارات نیلوفر
- معجزه در باد و باران نوشته سیمون شوارتزبار انتشارات نیلوفر (۱۳۶۱)
- کولا برونیون نوشته رومن رولان انتشارات نیلوفر (۱۳۶۹)
- آخرین نفر (آخرین اودگه) نوشته الکساندر فاده یف انتشارات نیلوفر(۱۳۶۱)
- کودک سیاه نوشته کامارا لی نشر همراه (۱۳۶۹)
- چهار مجموعه نوشته پابلو نرودا انتشارات نیلوفر(۱۳۶۱)
- پایان جهان نوشته پابلو نرودا انتشارات نیلوفر (۱۳۸۸)
- شهر شیطان زرد نوشته ماکسیم گورکی انتشارات نیلوفر